# Тойвакка
Тойвакка (фин. Toivakka) — община в провинции Центральная Финляндия, Финляндия. Общая площадь территории — 413,94 км², из которых 52,44 км² — вода.

## Демография
На 31 января 2011 года в общине Тойвакка проживало 2430 человек: 1250 мужчин и 1180 женщин.
Финский язык является родным для 99,34% жителей, шведский — для 0%. Прочие языки являются родными для 0,66% жителей общины.
Возрастной состав населения:
- до 14 лет — 17,98%
- от 15 до 64 лет — 60,41%
- от 65 лет — 21,11%

Изменение численности населения по годам:
| Год  | Численность |
| ---- | ----------- |
| 1980 | 2422        |
| 1990 | 2515        |
| 2000 | 2368        |
| 2010 | 2418        |
| 2011 | 2430        |